# جيف بارون (لاعب بولينغ)
جيف بارون (بالإنجليزية: Jeff Barron) هو لاعب بولينغ نيوزيلندي، ولد في 16 فبراير 1908، وتوفي في 29 سبتمبر 1966.

## روابط خارجية
- جيف بارون على موقع اللجنة الأولمبية النيوزيلندية (الإنجليزية)